# 八戸南インターチェンジ
八戸南インターチェンジ（はちのへみなみインターチェンジ）は、青森県八戸市にある三陸沿岸道路（八戸南環状道路・八戸南道路）のインターチェンジである。

## 歴史
- 2005年（平成17年）3月5日：八戸是川IC - 八戸南IC間開通。
- 2007年（平成19年）6月16日：八戸南IC - 種差海岸階上岳IC間開通。同時に八戸南道路と接続。

## 道路

### 本線
- E45 三陸沿岸道路（八戸南道路・八戸南環状道路）

### 接続する道路
- 直接接続
  - 国道45号
- 間接接続
  - 青森県道251号妙売市線（国道45号経由）

## 料金所
無料区間のため、設置されていない。

## 周辺
- 八戸工業大学
- 八戸工業大学第二高等学校・附属中学校
- 八戸学院大学・八戸学院大学短期大学部
- 美保野病院
- ユートピア作業所（福祉施設）

## 形状
ランプウェイはトランペット型で、付近には追越車線が設置されている。

## 隣
E45 三陸沿岸道路（八戸南道路/八戸南環状道路）
(73) 種差海岸階上岳IC - (74) 八戸南IC (75) 八戸是川IC